# ヴィネンデン銃乱射事件
ヴィネンデン銃乱射事件は2009年3月11日にドイツのヴィネンデンで起きた銃撃事件である。
この事件では15人が殺害された。犯人は17歳の少年で、自殺している。

## 事件の経過
犯人は2009年3月11日9時30分 (CET) 、ヴィネンデン(Winnenden)にある実業中等学校に徒歩で向かい、学校で銃の乱射を行った。
この乱射で9人の生徒（男性1人、女性8人）と3人の教師が殺害された。犯人は逃走中に近くの精神科病院で職員1人を射殺した。
12時4分、犯人はヴィネンデンで自動車をジャックし、運転手に南へ向かうよう指示し、40 km 離れたヴェンドリンゲン（Wendlingen）へ向かった。自動車は警察の検問を避けようとして衝突事故を起こした。犯人は自動車から出て自動車のショールームに入って銃撃し、セールスマンと客の合わせて2人を射殺した。
その後、駆けつけた警察隊と銃撃戦となった。警官の銃撃で犯人の足に1発の銃弾が命中した。また、警官2人が負傷している。
その後、犯人の遺体が見つかった。警察によれば自殺とみられている。

## 犯人像
犯人は17歳の少年で、この学校の元生徒であった。裕福な家庭に育ったが孤独でテレビゲームに熱中していた。犯行に用いられた銃は犯人の父親が所有していた15丁の銃のうちの1丁で、自宅に保管されていたものであった。事件のあったバーデン＝ヴュルテンベルク州の内務相w:Heribert Rechは事件当日の午前2時45分ごろ (CET) にインターネットのチャットルームで犯行予告とみられるメッセージを投稿していたと述べたが、警察の調査で犯人のコンピュータには書き込みの記録が無いこと、また、アメリカ合衆国のプロバイダへの照会でも書き込みのデータが無かったことから、警察は犯人が書きこみをしたという事実はないとしている。

## 事件の影響
事件後ヨーロッパでは、銃を乱射するという犯行予告のいたずらがインターネット上で相次ぎ、ドイツ、フランス、オランダで犯行予告をしたとして合わせて3人が逮捕された。また、スウェーデンでも1人が取調べを受けた。